# Kristóf Kaiser
Kristóf Kaiser (Veszprém) es un deportista húngaro que compite en vela en la clase Finn. Ganó una medalla de bronce en el Campeonato Europeo de Finn de 2024.

## Palmarés internacional
| \| Campeonato Europeo \| Campeonato Europeo \| Campeonato Europeo \| Campeonato Europeo \| \| Año \| Lugar \| Medalla \| Clase \| \| ------------------ \| ------------------ \| ------------------ \| ------------------ \| \| 2024 \| Cannes (Francia) \| Medalla de bronce \| Finn \| |                  |                   |       |
| Campeonato Europeo |                  |                   |       |
| Año | Lugar            | Medalla           | Clase |
| 2024 | Cannes (Francia) | Medalla de bronce | Finn  |